# Bokkereyer
Bokkereyer is een bier dat gebrouwen wordt door Brouwerij Sint-Jozef in Opitter. Dit artisanaal gebrouwen degustatiebier wordt geproduceerd met licht gebrande mout die er een amberkleur aan geeft. Bokkereyer heeft een alcoholpercentage van 6%. Dit bier is verkrijgbaar in tonnen van 30 l en in flesjes van 25 cl.

## Ontvangen prijzen
- 1991: Bekroond met de Gouden Kwaliteitsmedaille.
- 1997: Bekroond met de Gouden Kwaliteitsmedaille.